# Верін Птгні (село, Котайк)
Верін Птгні (вірм. Վերին Պտղնի) — село в марзі Котайк, у центрі Вірменії. Населення займається землеробством, садівництвом і плодівництвом.